# Stef Wijnants

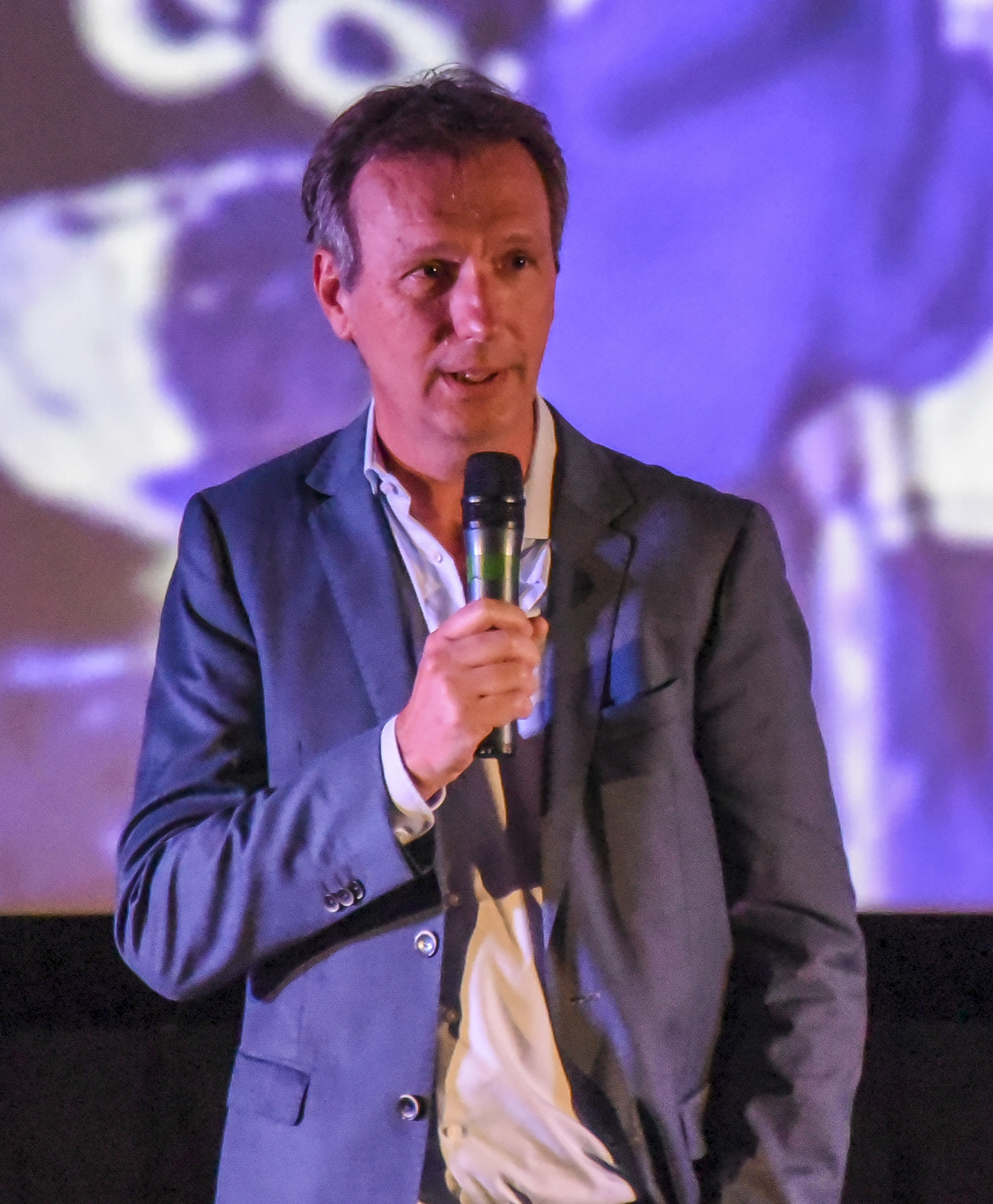
Stef Wijnants tijdens de titelviering van Patro Eisden Maasmechelen op 26 mei 2023

Stef Wijnants (Tongeren, 5 juli 1966) is een Vlaamse sportjournalist. Wijnants werkte eerst als journalist voor Radio 2 en VTM in de periode 1990-1995. In 1995 werd hij sportjournalist voor de VRT, waar hij zich onder meer toelegt op voetbal en zwemmen.
Hij verslaat er voetbalwedstrijden, waaronder enkele WK's en EK's voetbal. Hij werd vanaf 1996 presentator van verschillende sportprogramma's, zoals de Tourjournaals van 1996 tot 2001, weekendsportprogramma's en Champions League-magazines. Hij werd vaste presentator van Sportweekend en een van de presentatoren van de sportrubriek in Het Journaal. In 2017 verliet hij na 12 jaar Sportweekend om persoonlijke redenen. Hij was vanaf dan ook niet meer te zien in Het Journaal. In 2009 verscheen zijn boek Thrillers In De Sport. Hij is ook sportanalist bij TV Limburg.
In 2002 versloeg hij de finale van het WK voetbal.